# Передлобна кістка

Череп дромеозавра

Передлобна кістка (лат. os prefrontale) — дорсальна кістка черепа перед лобною і слізною кістками. Появилася у лопатеперих риб з клади Rhipidistia. Є у сучасних та вимерлих дводишних, земноводних і плазунів. У багатьох груп целурозаврів ця кістка була дуже малою, зрослою з лобною кісткою або зовсім зниклою. Відсутня у птахів та ссавців.